# Abu-Ubayd al-Qàssim ibn Sal·lam
Abu-Ubayd al-Qàssim ibn Sal·lam al-Baghdadí o al-Khurassaní o al-Ansarí (en àrab Abū ʿUbayd al-Qāsim b. Sallām al-Baḡdādī o al-Ḫurāsāni o al-Anṣārī) (770-838) fou un gramàtic àrab nascut a Herat, fill d'un mawla (convers) romà d'Orient.
Va estudiar a Herat i va marxar a Kufa, Bàssora i Bagdad on va estudiar gramàtica i religió. Va retornar al Khurasan i fou preceptor de dues famílies de notables; el 807 fou cadi de Tars, nomenat pel governador de la ciutat Thàbit ibn Nasr ibn Malik fins al 805 i després va viure 10 anys a Bagdad. El 834 va anar en pelegrinatge a la Meca i hi va restar fins a la seva mort el 838. Va escriure vint-i-tres obres, algunes sobres dificultats lingüístiques a l'Alcorà.